# NGC 483
NGC 483 ist eine Galaxie vom Hubble-Typ S0? im Sternbild Fische auf der Ekliptik. Sie ist schätzungsweise 275 Millionen Lichtjahre von der Milchstraße entfernt und hat einen Durchmesser von etwa 55.000 Lj. 

Im selben Himmelsareal befinden sich u. a. die Galaxien NGC 495, IC 1679, IC 1680, IC 1684.
Das Objekt wurde am 11. November 1827 von dem britischen Astronomen John Herschel entdeckt.